# Dub Wars
Albums de Groundation
We Free Again
(2004) Upon the Bridge
(2006)
Dub Wars ,sorti en 2006, est le sixième album du groupe de reggae californien Groundation. Il est sorti un peu plus d'an après leur cinquième album We Free Again. Il succède au premier album de remixs dub de Groundation : Dragon War, sorti en 2003. Les titres de l'album sont les versions dub de plusieurs morceaux d'Hebron Gate (les mêmes que ceux de Dragon War) et de We Free Again.

## Liste des chansons
| 1.    | Ruling Dub (Babylon Rule Dem, Hebron Gate)        | 7:04 |
| 2.    | Don's Intro (Undivided, Hebron Gate)              | 5:52 |
| 3.    | Elder's Dub (Freedom Taking Over, Hebron Gate)    | 5:32 |
| 4.    | The Dragon (Weeping Pirates, Hebron Gate)         | 6:42 |
| 5.    | Elements (Silver Tongue Show, Hebron Gate)        | 5:27 |
| 6.    | Dub Rise (Dem Rise, We Free Again)                | 7:11 |
| 7.    | Dub Them Well (Wish Them Well, We Free Again)     | 5:51 |
| 8.    | The Mountain (Praising, We Free Again)            | 6:03 |
| 9.    | Feel Jah's Dub (Feel Jah, We Free Again)          | 4:47 |
| 10.   | The Seventh Dub (The Seventh Seal, We Free Again) | 6:05 |
| 60:34 |                                                   |      |